# Rollingen
Rollingen (Luxemburgs: Rolléng) is een plaats in de gemeente Mersch en het kanton Mersch in het midden van Luxemburg.
Rollingen telt 1393 inwoners (2001).

## Geboren
- Bob Jungels (1992), wielrenner

Beringen · Berschbach · Essingen · Mersch · Moesdorf · Pettingen · Reckange · Rollingen · Schoenfels

Luxemburgse gemeenten · Kanton Mersch · Luxemburg